# 汉博省立公園
汉博省立公園（Hamber Provincial Park）是加拿大不列颠哥伦比亚省内的一座省立公园，位于艾伯塔省的边界上，它三面被賈斯珀國家公園环绕。1941年该公园设立时它是加拿大最大的被保护野生地区之一。在1960年代初由于林业、沿哥倫比亞河上游计划中的水力發電设施以及加拿大橫貫公路的更改计划省政府把它的面积缩小了98%。

## 历史
1941年9月16日不列颠哥伦比亚省省长达夫·帕图洛下行政令设立汉博省立公園，它是以1936年至1941年不列颠哥伦比亚省副省长埃里克·汉博命名的。它设立时的面积有100万多公顷，是加拿大最大的公园之一。它与罗布森山省立公园、賈斯珀國家公園、班夫国家公园、冰川國家公園和幽鹤国家公园分享部分边界，占据了塞爾扣克山脈和落基山脉西部的大片野地。
帕图洛设立了汉博来补充一些已经存在的山地公园之间的空缺，他希望加拿大政府会把汉博设立为一个国家公园，希望这样强大地扩大加拿大山地西部公园系统能够扩展旅游业，希望加拿大国家把公园设立为国立之后会改善当地的交通来使得当地收益。但是加拿大政府的注意力完全被第二次世界大战吸引了，因此对帕图洛的计划不感兴趣。而且加拿大首相威廉·莱昂·麦肯齐·金更加希望国家公园被扩展到全国，而不仅仅限制于加拿大西部的山区。因此汉博的任何部分都没有被加入加拿大国家公园系统。
公园境内有大量有商业价值的木料。位于雷夫尔斯托克和戈尔登的剧木厂和采木公司向省政府游说要求获得采木的允许。它们说汉博作为保护区窒息当地的林业经济。1945年省政府把汉博定义为二级省立公园。这个级别允许在公园里从事林业和矿业。
在1940和50年代里汉博的发展很少，虽然一条1962年被正式宣布为跨加拿大公路的公路的相当一段路经过它公园里没有任何游客旅馆、宿营低、徒步旅行道路和观景台。1950年代末与美国进行的最后导致成为哥伦比亚河条约的协商明显显示在哥伦比亚河上游会建造水电大坝。计划里的米卡大坝显然会导致哥伦比亚河水在河谷里积起，在公园里导致严重环境破坏。由于连接雷夫尔斯托克和戈尔登的高速公路会被淹因此它必须通过罗杰斯峡道重建，几乎完全不通过汉博。鉴于这些事实省政府决定汉博公园就当时的境界没有任何意义了。1961年和1962年省政府重新划其境界。除了落基山脉西部远处的一个湖周边的地区外其它所有地区全部被撤销公园地位。新设立的汉博省立公园面积仅有24518公顷，比它原来的面积缩小了98%。

## 世界遗产
1990年汉博省立公園包含在联合国教科文组织颁发的加拿大落基山公園群世界遗产中。与其它加拿大洛矶山脉国立和省立公园一起它以其自然风光、地质和生态学的重要性被列入世界遗产名单。它的山地包含许多少见和受威胁的物种的居住地、山顶、冰川、湖泊、山谷、石灰石山洞和化石。

## 植物
高山湖附近的植物主要是云杉，下层则有许多杜鵑花屬灌木。

## 休闲
游人可以在公园里野营、徒步旅行，在湖里钓美洲紅點鮭。冬季可以滑雪。此外在这里也可以攀岩。

## 位置
汉博省立公園位于交通不便的地区，没有公路通过公园。夏季湖边的一个钓鱼营地用一架小飞机把游客飞入。唯一的其它进入公园的方法是徒步跋涉或者滑雪。从最近的停车场到湖边一共要走22千米路。离公园最近的镇是贾斯珀。

## 大小
汉博省立公園的面积为240平方千米。

## 书籍
Bradley, Ben. (2011), "'A Questionable Basis for Establishing a Major Park': Politics, Roads, and the Failure of a National Park in British Columbia's Big Bend Country." In Campbell, Claire. A Century of Parks Canada, 1911-2011. （页面存档备份，存于） University of Calgary Press.  ISBN 9781552385265.
Sandford, Robert W. . Athabasca University Press. 2010  [2015-10-17]. ISBN 9781897425589. （原始内容存档于2020-01-18）.